# Alain Vigneault
Alain Vigneault (Quebec, 14 de maio de 1961) é um ex-jogador e treinador profissional canadense de hóquei no gelo.
Vigneault anteriormente treinou o Montreal Canadiens, Vancouver Canucks, New York Rangers e Philadelphia Flyers por 19 temporadas na NHL, assim como na Liga de Hóquei Júnior Principal de Quebec (QMJHL). Durante sua carreira com os Canucks, ele ganhou o Prêmio Jack Adams como o melhor treinador do ano na Temporada de 2006–07 e se tornou o recordista da equipe em vitórias como treinador. Sob o comando de Vigneault, Vancouver venceu os Troféus dos Presidentes consecutivamente (2011 e 2012) e fez uma aparição nas Finais da Stanley Cup em 2011. Em sua primeira temporada com os Rangers, ele levou a equipe à sua primeira aparição nas Finais da Stanley Cup (2014) em 20 anos e ao Troféu dos Presidentes em 2015.
Antes de sua carreira como treinador, Vigneault jogou profissionalmente como defensor por seis temporadas na NHL, na Liga Central de Hóquei e na American Hockey League (AHL). Na NHL, ele jogou 42 jogos ao longo de duas temporadas, 1981–82 e 1982–83, pelo St. Louis Blues.

## Carreira como jogador
Quando jovem, Vigneault jogou nos Torneios Internacionais de Hóquei Pee-Wee de Quebec em 1973 e 1974 com uma equipe de hóquei de Hull, e depois com uma equipe de Ottawa.
Vigneault jogou como defensor na Liga de Hóquei Júnior Principal de Quebec (QMJHL) por quatro temporadas, começando em 1977–78 com o Hull Olympiques. Ele registrou 11 gols e 46 pontos em 59 jogos como novato, antes de melhorar para 13 gols e 54 pontos em 72 jogos, classificando-se em quinto na pontuação da equipe na temporada seguinte. Em sua terceira temporada na QMJHL, Vigneault foi trocado do Hull para o Trois Rivieres Draveurs. Entre as duas equipes, ele acumulou 64 pontos (11 gols e 53 assistências) em 63 jogos. Na temporada seguinte, sua quarta e última na QMJHL, ele marcou sete gols e 62 pontos em 67 jogos, antes de adicionar quatro gols e dez pontos em 19 jogos de playoff. Seus esforços ajudaram a equipe a chegarem às finais da QMJHL, onde foram derrotados por quatro jogos a um pelo Cornwall Royals.
Após sua carreira na QMJHL, Vigneault foi selecionado na oitava rodada, 167º no geral, pelo St. Louis Blues no Draft da NHL de 1981. Ele se juntou à organização dos Blues durante a temporada de 1981-82, onde jogou em 14 jogos pelo clube, marcando 1 gol e 2 assistências. O restante de sua temporada de estreia foi passado na liga menor com o afiliado dos Blues na Central Hockey League (CHL), o Salt Lake Golden Eagles. Vigneault foi chamado de volta aos Blues na temporada seguinte, onde registrou um gol e três assistências em 28 aparições na temporada regular, além de uma assistência em quatro jogos nos playoffs, enquanto dividia seu tempo com os Eagles. Os playoffs de 1983 foram as últimas aparições de Vigneault como jogador na NHL, pois ele terminou sua carreira na temporada seguinte, dividindo seu tempo entre o Maine Mariners da AHL e o Montana Magic na CHL.

## Carreira como treinador

### QMJHL e Ottawa Senators
Vigneault começou sua carreira como treinador aos 25 anos, em 1986–87, uma temporada após sua aposentadoria como jogador. Ele começou na Liga de Hóquei Júnior Principal de Quebec (QMJHL), treinando o Trois-Rivières Draveurs por uma temporada e no Hull Olympiques em cinco temporadas, as mesmas duas equipes pelas quais jogou hóquei júnior. Ele levou os Olympiques a seus melhores resultados na temporada regular da QMJHL em 1987–88 com um recorde de 43–23–4 e um título.
Na temporada de 1992–93, Vigneault teve sua primeira oportunidade na National Hockey League (NHL) como treinador assistente do Ottawa Senators. Após 3 anos e meio nessa posição, os treinadores assistentes dos Senators foram dispensados durante a temporada de 1995–96, e Vigneault retornou à QMJHL para treinar o Beauport Harfangs. Ele levou a equipe à sua segunda aparição nas finais da QMJHL, onde foram derrotados pelo Granby Prédateurs.

### Montreal Canadiens
Após uma temporada completa com os Harfangs em 1996–97, Vigneault começou sua segunda passagem na NHL e sua primeira como treinador principal, com o Montreal Canadiens. Tornando-se o 20º treinador na história da equipe Original Six, ele substituiu Mario Tremblay. Após vencer a Stanley Cup em 1993, a equipe não havia passado da primeira rodada dos playoffs nos quatro anos seguintes. Em sua primeira temporada com os Canadiens, ele treinou a equipe para um recorde de temporada regular de 37-32-13, classificando-se em quarto lugar na Divisão Nordeste. Eles avançaram para a segunda rodada passando pelo Pittsburgh Penguins, antes de serem varridos em quatro jogos pelo Buffalo Sabres. Na temporada seguinte, no entanto, os Canadiens não conseguiram se classificar para os playoffs com um recorde de 32–39–11.
Durante sua terceira temporada com os Canadiens em 1999–2000, Vigneault conseguiu um recorde positivo, apesar de várias lesões de longa duração em jogadores chave, apenas perdendo por pouco uma vaga nos playoffs. Por seus esforços, apesar de sua equipe não conseguir se classificar para os playoffs pelo segundo ano consecutivo, ele foi indicado para o Prêmio Jack Adams como treinador do ano, mas acabou perdendo o prêmio para Joel Quenneville do St. Louis Blues. Depois que os Canadiens continuaram a ter dificuldades na temporada seguinte, Vigneault foi demitido no meio da temporada e substituído por Michel Therrien.
Após sua passagem pelos Canadiens, Vigneault ficou inativo como treinador por 2 anos e meio. Em 2003–04, ele foi contratado para treinar o Prince Edward Island Rocket. Naquela temporada, ele levou a equipe a um recorde de 40–19–5 e a uma aparição na segunda rodada dos playoffs.

### Vancouver Canucks
Após mais uma temporada com o Rocket, na qual a equipe ficou fora dos playoffs, Vigneault foi contratado pelo Vancouver Canucks para treinar seu afiliado de liga menor, o Manitoba Moose, na American Hockey League (AHL). Após uma temporada bem-sucedida em Manitoba, na qual o Moose conquistou 100 pontos e chegou à segunda rodada dos playoffs, ele foi escolhido para substituir Marc Crawford como treinador principal dos Canucks antes da temporada de 2006–07. Os Canucks não haviam se classificado para os playoffs na última temporada de Crawford apesar de serem considerados candidatos à Stanley Cup após o lockout da NHL em 2004–05. Ao substituir Crawford, que detinha o recorde de todos os tempos de vitórias como treinador dos Canucks, Vigneault se tornou o 16º treinador na história da equipe. Enquanto Crawford era conhecido por treinar a equipe com uma mentalidade ofensiva, Vigneault tinha uma reputação voltada para a defesa na época de sua contratação. Além de dispensar Crawford, o Gerente Geral Dave Nonis reestruturou significativamente a equipe. Os principais jogadores ofensivos Ed Jovanovski e Todd Bertuzzi saíram, enquanto o defensor Willie Mitchell e o goleiro Roberto Luongo foram contratados.
Em sua primeira temporada como treinador principal dos Canucks, Vigneault liderou a equipe para um recorde da franquia de 49 vitórias, superando as 46 vitórias registradas sob o comando de Pat Quinn na temporada de 1992–93. A equipe conquistou o título da Divisão Noroeste na temporada regular e derrotou o Dallas Stars em sete jogos na primeira rodada dos playoffs antes de ser eliminada na segunda rodada em cinco jogos pelos eventualmente campeões da Stanley Cup, o Anaheim Ducks. Como resultado da bem-sucedida campanha, Vigneault recebeu sua segunda indicação ao Prêmio Jack Adams e superou Lindy Ruff do Buffalo Sabres e Michel Therrien do Pittsburgh Penguins na votação.
Os Canucks não conseguiram se classificar para os playoffs em 2008 e o GM Dave Nonis foi demitido. Após a chegada do sucessor de Nonis, Mike Gillis, especulou-se se ele manteria Vigneault ou não. Após várias reuniões com Gillis, Vigneault foi recontratado com uma extensão de contrato de um ano, mantendo-o em Vancouver até a temporada de 2009–10. Os assistentes de Vigneault, Barry Smith e Mike Kelly, que foram herdados da comissão técnica de Crawford, foram demitidos.
Com a saída do capitão Markus Näslund na entressafra de 2008, Vigneault e a gerência da equipe selecionaram de forma controversa Roberto Luongo como o novo capitão dos Canucks, apesar das regras da NHL proibirem goleiros de ocupar essa posição. Luongo se tornou o primeiro goleiro a ser capitão de uma equipe da NHL em 60 anos, embora não lhe fosse permitido usar o "C" de capitão em seu uniforme, nem realizar as funções tradicionais de um capitão na NHL (como falar com os árbitros em nome do treinador). Sob nova liderança e gerenciamento, Vigneault e os Canucks retornaram aos playoffs e conquistaram seu segundo título consecutivo da Divisão Noroeste em três anos. Eles eliminaram o St. Louis Blues na primeira rodada, mas foram derrotados novamente na segunda rodada, desta vez pelo Chicago Blackhawks em seis jogos.
Prestes a entrar no último ano de seu contrato na temporada de 2009–10, Vigneault assinou uma extensão de três anos em setembro de 2009. Os Canucks igualaram seu recorde de 49 vitórias e foram mais uma vez campeões da Divisão Noroeste. Eles derrotaram o Los Angeles Kings em seis jogos na primeira rodada dos playoffs antes de serem eliminados pelos Blackhawks na segunda rodada em seis jogos pelo segundo ano consecutivo.
Após terminarem perto do topo de sua conferência durante a maior parte da gestão de Vigneault até a temporada de 2009–10, os Canucks conquistaram seu primeiro Troféu dos Presidentes como a melhor equipe da temporada regular da liga após uma temporada recorde da franquia com 54 vitórias e 117 pontos na temporada de 2010–11. Nos playoffs, eles avançaram para as Finais da Stanley Cup pela primeira vez desde 1994, mas perderam a série em sete jogos para o Boston Bruins. Vigneault recebeu sua terceira indicação ao Prêmio Jack Adams, mas perdeu para Dan Bylsma do Pittsburgh Penguins.
Na temporada de 2011–12, os Canucks foram mais uma vez vencedores do Troféu dos Presidentes. Durante a temporada, em 23 de novembro de 2011, Vigneault se tornou o treinador com mais vitórias na história dos Canucks, com sua 247ª vitória com a equipe, uma vitória por 3 a 0 sobre o Colorado Avalanche. Ele alcançou essa marca em 427 jogos, 97 jogos a menos do que seu antecessor, Marc Crawford. Apesar de ser novamente a melhor equipe da temporada regular em 2011–12, os Canucks foram eliminados dos playoffs na primeira rodada, perdendo em cinco jogos para o eventual campeão, o oitavo colocado Los Angeles Kings.
Durante os playoffs de 2013, os Canucks foram varridos na primeira rodada pelo San Jose Sharks. 15 dias depois, Vigneault foi demitido junto com os assistentes Rick Bowness e Newell Brown.

### New York Rangers
Em 21 de junho de 2013, o New York Rangers contratou Vigneault para ser seu 34º treinador principal, substituindo John Tortorella, que coincidentemente foi contratado como substituto de Vigneault no Vancouver Canucks. Vigneault assinou um contrato de cinco anos e US$10 milhões.
Os Rangers de Vigneault inicialmente enfrentaram dificuldades na primeira metade da temporada de 2013–14, mas terminaram muito forte. Eles terminaram em segundo na Divisão Metropolitana, garantindo vaga nos playoffs e chegando às finais da Stanley Cup pela primeira vez desde que foram campeões na temporada de 1993–94. No entanto, a equipe acabou perdendo para o Los Angeles Kings em cinco jogos.
Na temporada de 2014–15, segunda temporada de Vigneault com os Rangers, a equipe estabeleceu um recorde de franquia com 113 pontos na temporada regular, conquistando o Troféu dos Presidentes pela primeira vez desde a temporada de 1993–94. Na primeira rodada dos playoffs, os Rangers eliminaram o Pittsburgh Penguins em cinco jogos, vencendo o quinto e decisivo jogo com um gol na prorrogação de Carl Hagelin. Nas semifinais, os Rangers encontraram um adversário familiar em Alexander Ovechkin e no Washington Capitals, no quinto encontro entre as duas franquias desde 2009 (cada equipe havia vencido dois). Os Rangers ficaram atrás por 3–1 na série e perdiam por 1–0 no jogo cinco, a apenas 101 segundos da eliminação, antes de Chris Kreider empatar o jogo. Na prorrogação, o capitão da equipe, Ryan McDonagh, marcou o gol da vitória para levar a série de volta a Washington. No jogo seis, Kreider novamente impulsionou a equipe, marcando no primeiro minuto e no último segundo do primeiro período, enquanto os Rangers resistiram a um rali tardio dos Capitals para vencer por 4–3 e forçar um jogo 7 no Madison Square Garden. A expectativa era extremamente alta para este jogo, com os preços dos ingressos atingindo valores recordes. Ovechkin abriu o placar com um gol no primeiro período, mas o novato dos Rangers, Kevin Hayes, empatou o jogo no power play. Na primeira prorrogação de um Jogo 7 no Madison Square Garden desde as Finais da Stanley Cup de 1994, Derek Stepan marcou o gol da vitória, levando os Rangers à terceira final de conferência em quatro anos..
Em 7 de abril de 2018, os Rangers demitiram Vigneault após a equipe terminar a temporada de 2017–18 com um recorde de 34–39–9 e não se classificar para os playoffs pela primeira vez desde 2010.

### Philadelphia Flyers
Em 15 de abril de 2019, o Philadelphia Flyers contrataram Vigneault como seu treinador principal. Em sua primeira temporada com os Flyers, ele levou o clube a um recorde de 41–21–7 e uma participação nos playoffs, antes que a temporada fosse interrompida devido à pandemia de COVID-19. Vigneault foi finalista para o Prêmio Jack Adams em sua primeira temporada com os Flyers, ficando em segundo lugar na votação final, atrás de Bruce Cassidy do Boston Bruins.
Em 28 de fevereiro de 2021, Vigneault conquistou sua 700ª vitória na carreira como treinador principal, tornando-se o nono treinador na história da NHL a alcançar esse marco.
Em 6 de dezembro, os Flyers demitiram Vigneault após uma derrota por 7–1 para o Tampa Bay Lightning. A derrota estendeu a sequência de derrotas para 8 jogos, com a equipe apresentando um recorde de 8–10–4 no início da temporada de 2021–22, após não se classificar para os playoffs na temporada anterior.

## Estatísticas

### Como jogador
| 1977–78       | Hull Olympiques         | QMJHL         | 59  | 11 | 35 | 46 | 92  | 4  | 0 | 1 | 1  | 20 |
| 1978–79       | Hull Olympiques         | QMJHL         | 72  | 13 | 41 | 54 | 217 | —  | — | — | —  | —  |
| 1979–80       | Hull Olympiques         | QMJHL         | 35  | 5  | 34 | 39 | 82  | —  | — | — | —  | —  |
| 1979–80       | Trois-Rivières Draveurs | QMJHL         | 28  | 6  | 19 | 25 | 93  | 7  | 1 | 5 | 6  | 30 |
| 1980–81       | Trois-Rivières Draveurs | QMJHL         | 67  | 7  | 55 | 62 | 181 | 19 | 4 | 6 | 10 | 53 |
| 1981–82       | St. Louis Blues         | NHL           | 14  | 1  | 2  | 3  | 43  | —  | — | — | —  | —  |
| 1981–82       | Salt Lake Golden Eagles | CHL           | 64  | 2  | 10 | 12 | 266 | 7  | 1 | 1 | 2  | 37 |
| 1982–83       | St. Louis Blues         | NHL           | 28  | 1  | 3  | 4  | 39  | 4  | 0 | 1 | 1  | 26 |
| 1982–83       | Salt Lake Golden Eagles | CHL           | 33  | 1  | 4  | 5  | 189 | —  | — | — | —  | —  |
| 1983–84       | Montana Magic           | CHL           | 47  | 2  | 14 | 16 | 139 | —  | — | — | —  | —  |
| 1983–84       | Maine Mariners          | AHL           | 11  | 0  | 1  | 1  | 46  | 1  | 0 | 0 | 0  | 4  |
| Totais na NHL | Totais na NHL           | Totais na NHL | 42  | 2  | 5  | 7  | 82  | 4  | 0 | 1 | 1  | 26 |
| Totais na CHL | Totais na CHL           | Totais na CHL | 144 | 5  | 28 | 33 | 594 | 7  | 1 | 1 | 2  | 37 |

### Como treinador
| Time      | Ano       | Temporada Regular | Temporada Regular | Temporada Regular | Temporada Regular | Temporada Regular | Temporada Regular | Temporada Regular   | Playoffs                               |
| Time      | Ano       | J                 | V                 | D                 | E                 | OTL               | Pts               | Final               | Resultado                              |
| --------- | --------- | ----------------- | ----------------- | ----------------- | ----------------- | ----------------- | ----------------- | ------------------- | -------------------------------------- |
| Canadiens | 1997–98   | 82                | 37                | 32                | 13                | —                 | 87                | 4º na Nordeste      | Perdeu na segunda rodada (BUF)         |
| Canadiens | 1998–99   | 82                | 32                | 39                | 11                | —                 | 75                | 5º na Nordeste      | Não atingiu os playoffs                |
| Canadiens | 1999–2000 | 82                | 35                | 34                | 9                 | 4                 | 83                | 4º na Nordeste      | Não atingiu os playoffs                |
| Canadiens | 2000–01   | 20                | 5                 | 13                | 2                 | 0                 | 12                | 5º na Nordeste      | (demitido)                             |
| Canadiens | 2006–07   | 82                | 49                | 26                | —                 | 7                 | 105               | 1º na Noroeste      | Perdeu na segunda rodada (ANA)         |
| Canucks   | 2007–08   | 82                | 39                | 33                | —                 | 10                | 88                | 5º na Noroeste      | Não atingiu os playoffs                |
| Canucks   | 2008–09   | 82                | 45                | 27                | —                 | 10                | 100               | 1º na Noroeste      | Perdeu na segunda rodada (CHI)         |
| Canucks   | 2009–10   | 82                | 49                | 28                | —                 | 5                 | 103               | 1º na Noroeste      | Perdeu na segunda rodada (CHI)         |
| Canucks   | 2010–11   | 82                | 54                | 19                | —                 | 9                 | 117               | 1º na Noroeste      |                                        |
| Canucks   | 2011–12   | 82                | 51                | 22                | —                 | 9                 | 111               | 1º na Noroeste      | Perdeu nas Quartas de Final (LAK)      |
| Canucks   | 2012–13   | 48                | 26                | 15                | —                 | 7                 | 59                | 1º na Noroeste      | Perdeu nas Quartas de Final (SJS)      |
| Rangers   | 2013–14   | 82                | 45                | 31                | —                 | 6                 | 96                | 2º na Metropolitana | Perdeu nas Finais da Stanley Cup (LAK) |
| Rangers   | 2014–15   | 82                | 53                | 22                | —                 | 7                 | 113               | 1º na Metropolitana | Perdeu nas Finais de Conferência (TBL) |
| Rangers   | 2015–16   | 82                | 46                | 27                | —                 | 9                 | 101               | 3º na Metropolitana | Perdeu na primeira rodada (PIT)        |
| Rangers   | 2016–17   | 82                | 48                | 28                | —                 | 6                 | 102               | 4º na Metropolitana | Perdeu na segunda rodada (OTT)         |
| Rangers   | 2017–18   | 82                | 34                | 39                | —                 | 9                 | 77                | 8º na Metropolitana | Não foi pros playoffs                  |
| Flyers    | 2019–20   | 69                | 41                | 21                | —                 | 7                 | 89                | 2º na Metropolitana | Perdeu na segunda rodada (NYI)         |
| Flyers    | 2020–21   | 56                | 25                | 23                | —                 | 8                 | 58                | 6º na East          | Não foi pros playoffs                  |
| Flyers    | 2021–22   | 22                | 8                 | 10                | —                 | 4                 | (20)              | (Demitido)          | —                                      |
| Total     | Total     | 1.363             | 722               | 489               | 35                | 117               |                   |                     |                                        |